# Чви
Чви (тви; [ˈtɕʷiː]) — одно из наречий языка акан, иногда рассматриваемое либо как отдельный язык, либо как два наречия: ашанти-чви и аквапим-чви. Распространено в Гане среди народностей аквапим (собственно чви), ашанти (асанте), ачем, денчира, акваму и других, входящих в состав собственно аканов. Относится к аканским языкам семьи ква.
Число носителей — около 1 миллиона человек.

## Письменность
Язык чви имеет письменность на основе латинского алфавита.
| Большие   | A | B | D | E | Ɛ | F | G | H | I | K | L | M | N | O | Ɔ | P | R | S | T | U | W | Y |
| Маленькие | a | b | d | e | ɛ | f | g | h | i | k | l | m | n | o | ɔ | p | r | s | t | u | w | y |

В сравнении со стандартным латинским алфавитом, используются две дополнительных буквы: Ɛ и Ɔ.  Буквы C, J, Q, V, X и Z используются только в заимствованных словах.

## Википедия на языке чви
Существует раздел Википедии на языке чви («Википедия на языке чви»), первая правка в нём была сделана в 2003 году. По состоянию на 0:36 (UTC) 23 марта 2025 года раздел содержит 4192 статьи (общее число страниц — 7940); в нём зарегистрировано 16 935 участников, трое из них имеют статус администратора; 39 участников совершили какие-либо действия за последние 30 дней; общее число правок за время существования раздела составляет 128 386.

## Фонология
Как и во всех прочих аканских языках, языку чви свойственны значительная палатализация, гармония гласных и каскад тонов.

### Согласные
Перед гласными переднего ряда все согласные языки чви палатализуются, а плозивные согласные в некоторой степени становятся аффрикатами.
|                            | Губные | Губные | Губные | Альвеолярные | Альвеолярные  | Альвеолярные    | Велярные | Велярные         | Велярные     | Велярные огубленные | Велярные огубленные | Велярные огубленные |
| Смычные согласные, глухие  | /p/    | [pʰ]   | <p>    | /t/          | [tʰ, tçi]     | <t, ti>         | /k/      | [kʰ, tɕʰi~cçʰi]  | <k, kyi>     | /kʷ/                | [kʷ, tɕʷi]          | <kw, twi>           |
| Смычные согласные, звонкие | /b/    | [b]    | '''    | /d/          | [d]           | <d>             | /g/      | [ɡ, dʒ, dʑi~ɟʝi] | <g, dw, gyi> | /ɡʷ/                | [ɡʷ, dʑʷi]          | <gw, dwi>           |
| Фрикативные                | /f/    | [f]    | <f>    | /s/          | [s]           | <s>             | /h/      | [h, çi]          | <h, hyi>     | /hʷ/                | [hʷ, çʷi]           | <hw, hwi>           |
| Носовые                    | /m/    | [m]    | <m>    | /n/          | [n, ŋ, ɲ, ɲĩ] | <n, ngi>        |          |                  |              | /nʷ/                | [ŋŋʷ, ɲʷĩ]          | <nw, nu>            |
| Геминаты носовые           |        |        |        | /nn/         | [ŋː, ɲːĩ]     | <ng, nyi, nnyi> |          |                  |              | /nnʷ/               | [ɲɲʷĩ]              | <nw>                |
| Плавные                    |        |        |        | /r/          | [ɾ, r, ɽ]     | <r>             |          |                  |              | /w/                 | [w, ɥi]             | <w, wi>             |

### Гласные
В аканских языках имеется 15 гласных: пять «напряжённых» (продвинутый корень языка, или +ATR = Advanced tongue root), пять «слабых» гласных (отодвинутый корень языка, или −ATR), которые не совсем адекватно передаются в орфографии знаками для 7 гласных, и пять носовых гласных. Различие между напряжённой и слабой формой a проводится только в наречии фанте; в чви оба звучат примерно как [ɑ]. Пары гласных e (/e̘/ и /i/), o (/o̘/ и /u/) нередко в произношении не различаются.
| Орфография | Продвинутый корень языка | Отодвинутый корень языка |
| ---------- | ------------------------ | ------------------------ |
| i          | /i̘/ [i]                  |                          |
| e          | /e̘/ [e]                  | /i/ [ɪ~e]                |
| ɛ          |                          | /e/ [ɛ]                  |
| a          | /a̘/ [æ]                  | /a/ [ɑ]                  |
| ɔ          |                          | /o/ [ɔ]                  |
| o          | /o̘/ [o]                  | /u/ [ʊ~o]                |
| u          | /u̘/ [u]                  |                          |

#### Сингармонизмпо принципу продвинутости корня языка (ATR)
В языке чви, как и во многих других африканских языках, наблюдается гармония гласных по принципу отодвинутости корня языка.
1. гласные −ATR (с отодвинутым корнем языка), за которыми следуют +ATR (с продвинутым корнем языка) гласные несреднего ряда /i̘ a̘ u̘/, превращаются в +ATR. Это явление обычно отражается в орфографии: это значит, что орфографические e ɛ a ɔ o становятся i e a o u. Тем не менее, это правило уже не соблюдается на письме для подлежащего и посессивных местоимений. Данное правило имеет преимущество перед следующим.
2. после невысоких гласных −ATR (с отодвинутым корнем языка) /e a o/, средние гласные с продвинутым корнем языка (+ATR) /e̘ o̘/ превращаются в высокие гласные −ATR /i u/. Это явление не отражается в орфографии, поскольку оба набора гласных на письме отражаются как <e o>, и во многих диалектах это правило не используется, различие между двумя гласными утрачено.

### Тоны
В языке чви слог может иметь один из трёх тонов: высокий (/H/), средний (/M/) и низкий (/L/). Начальный слог может быть только высокого или низкого тона.

#### Каскад тонов
Фонетическая высота трёх тонов зависит от их окружения, при этом, в случае предшествования слога определённого тона тон следующего слога может снижаться, что образует устойчивый эффект, известный как каскад тонов.
Высокие /H/ тона имеют ту же высоту, что и предшествующий /H/ или /M/ тон в пределах одной и той же тонической фразы, тогда как средние /M/ тоны понижают высоту. Это значит, что последовательности /HH/ и /MH/ имеют ровный тон, тогда как последовательности /HM/ и /MM/ имеют нисходящий тон. /H/ понижается после /L/.
Низкий /L/ тон является тоном по умолчанию, возникающим в таких ситуациях, как удвоенные префиксы. Он всегда находится на нижней границе голосового диапазона говорящего, за исключением последовательности /HLH/ — в этом случае тон повышается, но последний /H/ всё же понижается. Таким образом, /HMH/ и /HLH/ произносятся с различными, но всё же очень похожими тонами.
После первого «выдающегося» слога фразы, обычно в первом высоком тоне, происходит даунстеп. Этот слог обычно несёт ударение.